# 永安交流道
24°59′16″N 121°01′14″E / 24.987904°N 121.020673°E
永安交流道為臺灣台61線的交流道，位於桃園市新屋區永安里，可通往知名景點永安漁港
，指標為47k，交流道型式為鑽石型，北上車道在2017年12月5日通車，南下車道則在2018年5月19日通車
。
永安交流道於台61線主線設有脊背橋，採單斜拄脊背橋設計，與鄰近永安漁港結合「高桅長纜，揚帆破海」塑造悠遊揚帆滿載歸航意象。
|  | 47 永安 |  | 新屋 |

## 外部連結
- 台61線永安交流道示意圖 （页面存档备份，存于）（交通部公路總局）